# Silberbach
Silberbach je bývalá obec, dnes část města Selb v zemském okrese Wunsiedel im Fichtelgebirge, nacházející se přibližně 2 kilometry západně od česko-německých hranic. Obec leží na státní silnici St 2178, která spojuje Selb s Hohenbergem an der Eger v Selberském lese západně od vrcholu Hengstberg.

## Historie
První zmínka o obci pochází z roku 1499, kdy probíhal popis a zaměřování hranice. Záznamy pocházejí ze selbské kroniky, kterou napsal Paul Reinel. Sídlo bylo oficiálně založeno v roce 1550 markrabětem Albrechtem Alcibiadem, když zde byla plánována těžba stříbra. Při pozdější zkušební těžbě bylo zjištěno, že důlní činnost by nebyla produktivní. V kronice z poloviny 18. století je uvedeno, že se zde nacházelo 14 stavení. V roce 1804 zde byla vystavěna hájovna s čp. 22. V roce 1922 byl do obce zaveden elektrický proud. Po druhé světová válce se sem uchýlilo mnoho odsunutých německých obyvatel, především z nedaleké obce Libá (Liebenstein), která se již nacházela na území Československa.
Silberbach byl do konce roku 1977 součástí sousedního města Wellerthal. V obci se nachází kamenné sousoší Kimme a Korn. Architektonickou památkou obce je pec na tavení železa v lesním části nazývané Egerrangen.